# Операция «Платинфукс»
Операция «Платинфукс» (нем. Unternehmen Platinfuchs — операция «Платиновая лиса») — военная операция немецких и финских войск на северном фланге Великой Отечественной войны в финской Лапландии и в западной части Мурманской области. Операция, которая длилась с 29 июня до 21 сентября 1941 года, была составной частью Мурманской операции 1941 года (немецкое название — операция «Зильберфукс»). Её главной целью был захват Мурманска — стратегически важного советского морского порта. Своих целей операция не достигла.

## Планирование операции
Согласно директиве № 21 Верховного командования вермахта, более известной как план «Барбаросса»:

Имеющимися в распоряжении войсками окружить Мурманск, являющийся опорной базой для наступательных действий сухопутных, морских и воздушных сил противника. В последующем, если позволят имеющиеся в наличии силы, осуществить захват Мурманска (операция «Зильберфукс»).

Операция «Платинфукс» являлась составной частью операции «Зильберфукс» (нем. Unternehmen Silberfuchs — операция «Серебристая лиса»).

## Ход операции
В 3-м часу утра 29 июня 1941 года в утреннем тумане немецкие горные стрелки при поддержке финских войск (подразделений Отдельного отряда «Петсамо» [фин. Erillisosasto Petsamo] из состава 3-го армейского корпуса, пограничной охраны и двух батальонов 14-го пехотного полка) без предварительной авиационной подготовки пересекли советско-финскую границу и вторглись на территорию СССР.
Им противостояли две дивизии 14-й армии генерал-лейтенанта Фролова: 14-я и 52-я стрелковые. Непосредственно в полосе наступления немецких горных войск держали оборону пограничные части, 23-й укрепленный район и два полка 14-й стрелковой дивизии, которые начали разворачиваться на границе с 22 июня 1941 года. Первыми в бои с противником вступили пограничные войска НКВД СССР.
Начало наступления для немцев было оптимистичным. Практически не встречая сопротивления, подразделения 2-й дивизии генерал-лейтенанта Е. Шлеммера захватили перешеек на полуострове Средний. В то же время 3-я горная дивизия генерал-майора Х. Крейзинга прошла линию опорных пунктов советских пограничников, переправившись паромом через реку Титовку и отправились на восток. Однако ближе к полудню немцы выяснили, что информация о наличии полевых дорог между долиной реки Титовка и реки Западная Лица не соответствует действительности. Несмотря на то, что продвижение тундрой стало слишком сложным, командование приняло решение перебросить 3-ю дивизию на Петсамо (Печенгу) вслед за 2-ю.
Эффект внезапного нападения был упущен, и вскоре немецкие войска столкнулись с организованным сопротивлением подразделений Красной армии. Нарвавшись на ожесточенное сопротивление советских войск на рубежах полуострова Средний, горная пехота под командованием Э. Дитля тщетно пыталась прорваться, и впоследствии перешла к позиционной обороне. Часть сил 2-й дивизии перешла в подчинение 3-й горной дивизии, которая с боями продвигалась к реке Западная Лица, где смогла переправиться на противоположный берег и создать плацдарм.
На этом рубеже советские войска остановили немецкое наступление и дальнейшие попытки вермахта прорваться дальше на восток потерпели неудачу. Тем временем 6 и 7 июля Красная армия высадила морские десанты на берегу Западной Лицы. Десантники с боями, захватили позиции на северном и южном берегах бухты Западная Лица, застав немцев отказаться от дальнейших попыток атаковать позиции 52-й стрелковой дивизии и выделить батальон для прикрытия одного из флангов.
Насущная потребность немцев обеспечить оборону Петсамо, блокировать полуострова Средний и Рыбачий и одновременно защищать свой левый фланг, который растянулся между Титовкой и Большой Западной Лицей, истощила силы корпуса Дитля. 7 июля ОКВ приказало армии «Норвегия» передать Дитлю некоторые части и изучить возможность использования финских частей для усиления темпов наступления горного корпуса «Норвегия».
На 10 июля Э. Дитль планировал новую атаку на противника, однако связист-мотоциклист заблудился и попал вместе с документами плана операции прямо в руки советских разведчиков. Командиру корпуса пришлось отменить этот замысел. 13 июля все же немецкие дивизии предприняли очередную попытку возобновить наступление, пытаясь прорвать укрепления Красной армии и прорваться дальше на Мурманск. В то же время, достигнув определенного успеха, немцы снова увязли в оборонительной системе противника и остановились.
14 июля силы советского Северного флота — 5 сторожевых катеров, 3 сторожевых корабля, 3 тральщика — высадили новый десант на западном берегу губы Западная Лица: 1350 бойцов 325-го стрелкового полка 14-й стрелковой дивизии и батальон морской пехоты численностью 250 бойцов (командир — батальонный комиссар А. А. Шакито). В отряд прикрытия входило 3 эсминца. Одновременно прошла высадка отвлекающей разведывательной группы численностью 50 бойцов возле мыса Пикшуев. Советский десант вел бои до конца июля и только в первых числах августа в связи с насущной потребностью в продовольствии и боеприпасах, сложностями в эвакуации раненых отошел с боями на северо-западное побережье губы Большая Западная Лица. Отсюда 2 августа корабли Северного флота переправили бойцов на восточный берег в расположение советских частей.
31 июля британская авиация впервые бомбила немецкие войска на финской территории в Петсамо. В налете участвовали палубные бомбардировщики с авианосца «Фьюриес».
Таким образом, для немецких горных стрелков ситуация резко ухудшилась и генерал Дитль отдал приказ о прекращении наступления. Немцы удерживали тонкую полосу 57 км фронта вдоль Западной Лицы до полуострова Средний, практически не имея резервов. Из-за сложных условий местности они не имели возможности послать подкрепления непосредственно к линии столкновения. Командование вермахта обратилось лично к Гитлеру с просьбой усилить свои войска на крайнем Севере, и после колебаний фюрер разрешил начать передислокацию 6-й горной дивизии Ф. Шёрнера из Греции в Норвегию. Тем временем войска горного корпуса «Норвегия» перешли к позиционной обороне.
После переоценки ситуации, которая сложилась, Гитлер позволил придать корпусу Дитля еще два полка: 388-й пехотный и 9-й пехотный СС, для возобновления своего наступления.
В конце августа генерал Дитль, реально оценив ситуацию, пришел к выводу, что в ближайшее время подкрепления ждать бесполезно. В северных водах Атлантики царили британские и советские подводные лодки, доставка транспортными судами пополнения была маловероятна, а потому, скорее всего, снабжение прекратится, когда придет арктический холод. К тому же он имел большие сомнения, что имеющихся сил (вместе с 6-й горно-пехотной дивизией) будет достаточно для форсирования Кольского залива, выхода на восточный берег и оккупацию Мурманска.
Поэтому, перегруппировав свои имеющиеся силы, немецкий генерал спланировал очередное наступление, сосредоточив основные усилия на прорыве фронта со своих плацдармов, немного изменив первоначальный план. Главной идеей замысла стал прорыв оборонительных позиций советских войск на флангах, продвижение вдоль трех дорог и овладение господствующими высотами, с которых горные стрелки могли в дальнейшем выйти в тыл советской группировке.
8 сентября немецкие войска в третий раз начали атаку и уже во второй половине дня обе дивизии доложили об успехе, достигнутом на обоих флангах. Левый фланг 2-й горно-пехотной дивизии начал атаку с плацдарма, овладел высотой 173,7 и продолжил движение на юг. Одновременно полк правого фланга 3-й горно-пехотной дивизии продвинулся на два с половиной километра в сторону озера Куйрк. Однако немецкие подразделения натолкнулись на ожесточенное сопротивление советских войск; формирование 14-й армии, под командованием генерала В. А. Фролова проводили одну контратаку за другой, не жалея сил. Постоянными действиями войска Красной армии изматывали противника и ликвидировали всякую возможность дальнейшего продвижения вперед. 18 сентября Дитль и начальник штаба армии наконец решили, что наступление горного корпуса «Норвегия» нужно остановить. Сил для продолжения операции у немцев не было.

## Итог
В результате военной операции, которая длилась два с половиной месяца, горный корпус «Норвегия» потерял погибшими и ранеными 10 290 солдат и продвинулся примерно на 24 километра от государственной границы вглубь территории СССР. В конце кампании Мурманск, являвшейся желанной целью фюрера, так и оставался таким же недосягаемым, каким и был с самого начала. 22 сентября 1941 года Гитлер подписал директиву ОКВ № 36, в которой говорилось о временном прекращении наступления горного корпуса на Мурманск. Операция «Платинфукс» полностью провалилась, не достигнув своей главной цели.